# Кімоцукі (Каґосіма)

Кімо́цукі (яп. 肝付町, きもつきちょう, кімоцукі тьо) — містечко в Японії, у південно-східній частині префектури Каґосіма.